# Colin Ugbekilé
Colin Obuseh Ugbekilé (* 24. September 1999 in Solingen) ist ein deutscher Eishockeyspieler, der seit April 2022 bei den Iserlohn Roosters aus der Deutschen Eishockey Liga (DEL) unter Vertrag steht und dort auf der Position des Verteidigers spielt. Zuvor war Ugbekilé bereits drei Jahre für die Kölner Haie in der DEL aktiv.

## Karriere

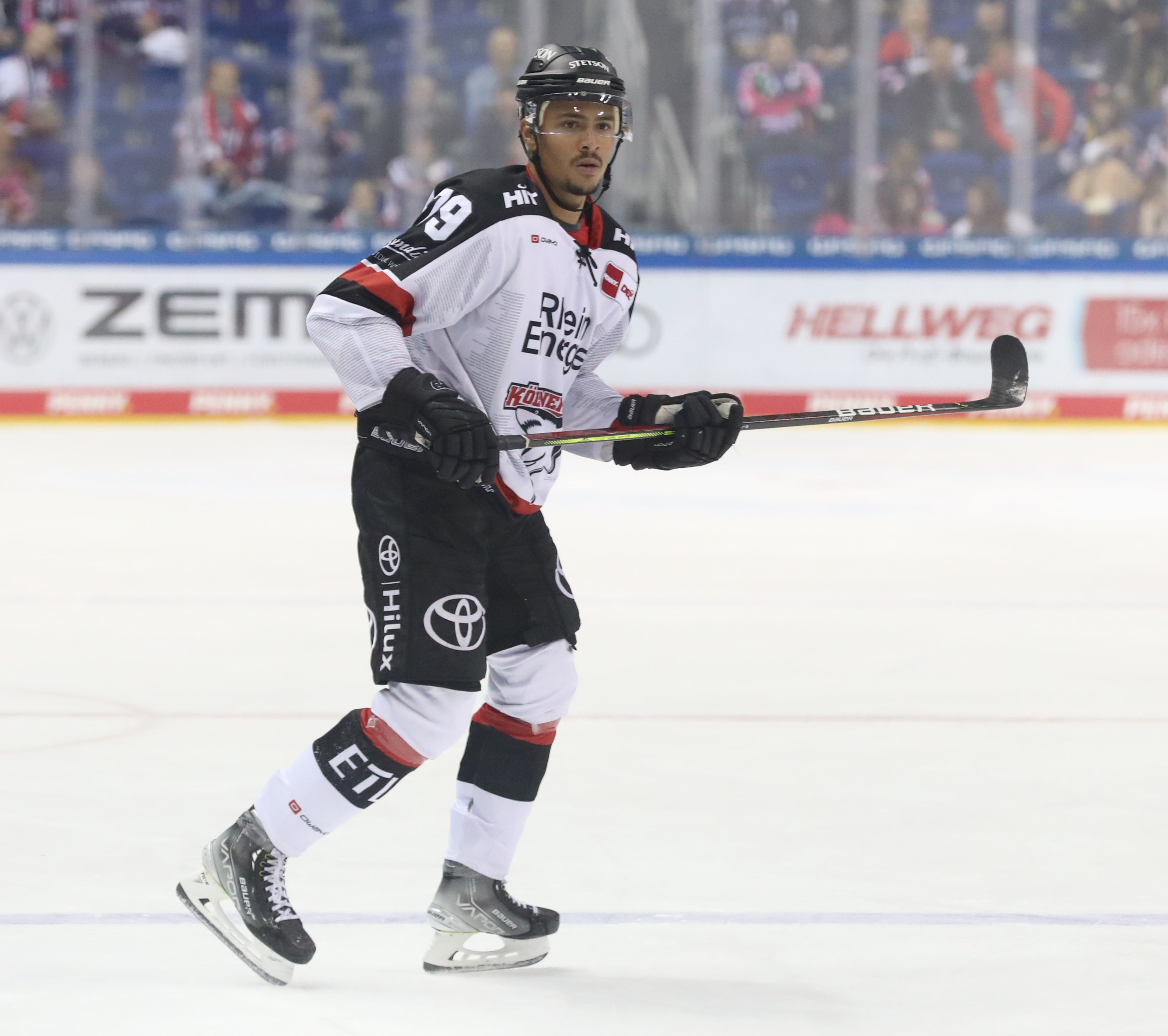
Ugbekilé im Trikot der Kölner Haie (2021)

Ugbekilé sammelte im frühen Alter beim EC Bergisch Land erste Eishockey-Erfahrung, ehe er in die Nachwuchsabteilung der Kölner Haie wechselte. Für den Kölner EC war der Verteidiger bis in zur U19-Altersklasse, wo er mit der Mannschaft in der Deutschen Nachwuchsliga (DNL) spielte, aktiv. Im Sommer 2016 wagte der damals 16-Jährige den Schritt nach Nordamerika in die United States Hockey League (USHL). Bei den Des Moines Buccaneers und Fargo Force absolvierte der Verteidiger insgesamt 143 Einsätze.
Im Frühjahr 2019 kehrte der Linksschütze zurück nach Köln. In derselben Saison kam Ugbekilé auf insgesamt 16 Einsätze bei den Kölner Haien in der Deutschen Eishockey Liga (DEL) – elf davon in den Playoffs. In der Spielzeit 2019/20 wurde der Abwehrspieler für die Wahl zum DEL-Rookie des Jahres nominiert. Die Auszeichnung sicherte sich aber letztendlich Tim Stützle von den Adler Mannheim. Ugbekilé verbrachte noch zwei weitere Spielzeiten in Köln und etablierte sich dabei in der deutschen Eliteklasse. Im April 2022 wechselte der Verteidiger nach drei Jahren in Köln zum Ligakonkurrenten Iserlohn Roosters, wo er in der Folge seine Offensivqualitäten entdeckte. Seine Punktausbeute steigerte Ugbekilé in den folgenden beiden Spielzeiten zunächst auf 14 und anschließend auf 33 Scorerpunkte. Nach der Saison 2023/24, in der er punktbester deutscher Verteidiger der Liga geworden war, einigte er sich mit den Löwen Frankfurt auf einen Vertrag, den er aus familiären Gründen allerdings nicht antrat. Stattdessen unterzeichnete im Juni 2024 ein neuerliches Arbeitspapier bei den Roosters.

### International

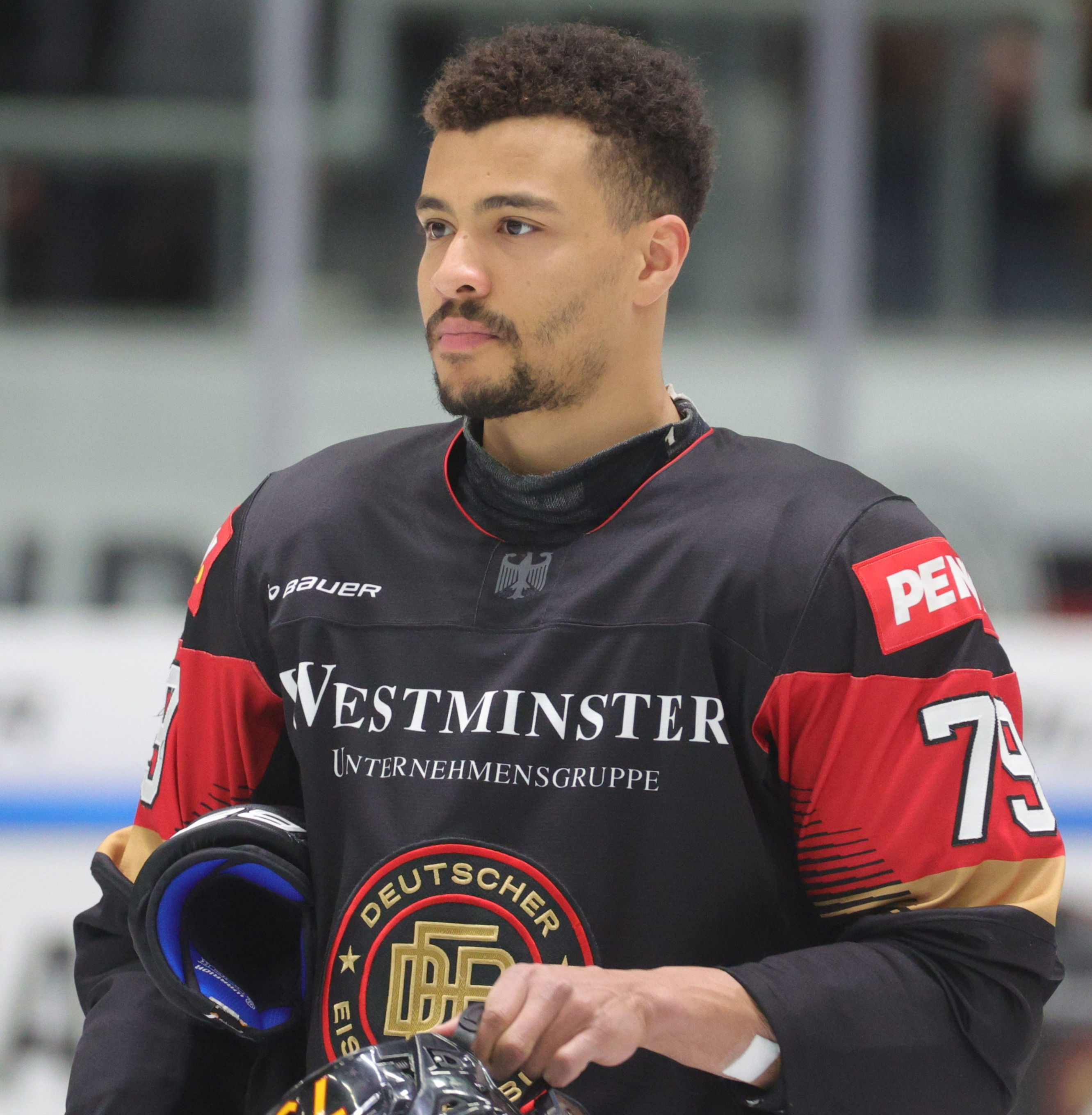
Ugbekilé als Spieler der deutschen Nationalmannschaft (2024)

Mit der deutschen U20-Auswahl nahm Ugbekilé an der U20-Junioren-Weltmeisterschaft der Division IA 2019 teil und konnte dort mit der Mannschaft den Aufstieg in die Top-Division erreichen. In fünf Turnierspielen blieb er dabei punktlos. Im Verlauf der Saison 2019/20 debütierte der Verteidiger unter Toni Söderholm in der deutschen A-Nationalmannschaft und absolvierte in der Folge die Austragungen des Deutschland Cups der Jahre 2019, 2020, 2022 und 2023. Mit der Weltmeisterschaft 2024 nahm Ugbekilé an seinem ersten großen, internationalen Turnier teil.

## Erfolge und Auszeichnungen
- 2015 Deutscher Schülermeister mit dem Kölner EC
- 2019 Aufstieg in die Top-Division bei der U20-Junioren-Weltmeisterschaft der Division IA

## Karrierestatistik
Stand: Ende der Saison 2024/25

### International
Vertrat Deutschland bei:
- U20-Junioren-Weltmeisterschaft der Division IA 2019
- Weltmeisterschaft 2024

(Legende zur Spielerstatistik: Sp oder GP = absolvierte Spiele; T oder G = erzielte Tore; V oder A = erzielte Assists; Pkt oder Pts = erzielte Scorerpunkte; SM oder PIM = erhaltene Strafminuten; +/− = Plus/Minus-Bilanz; PP = erzielte Überzahltore; SH = erzielte Unterzahltore; GW = erzielte Siegtore; 1 Play-downs/Relegation; Kursiv: Statistik nicht vollständig)